# OPPO Find X6
OPPO Find X6和OPPO Find X6 Pro是OPPO製造的Android系統智能手機，OPPO Find X5的後一代機型，屬Find系列第5代。宣傳標語為「不分晝夜 無論遠近」。 2023年3月24日正式發售。OPPO Find X6 SOC採用聯發科天璣9200，OPPO Find X6 Pro則是高通驍龍8 Gen 2處理器。OPPO Find X6皆會提供搭載OPPO自研的馬里亞納MariSilicon X影像NPU，並應用哈蘇拍攝技術，支持100W超快閃充和50W無線閃充。
OPPO Find X6系列支援5G+5G雙卡雙通、Wi-Fi 7、紅外線遙控、雙振膜主動式通話隱私保護技術、無數據裝置定位等技術，並承諾提供4版本ColorOS更新、 5年安全維護更新。

## 硬件

### 螢幕
OPPO Find X6配備一塊6.74英吋雙曲面屏，解像度為2772x1240，支援 1-120Hz 動態刷新率。OPPO Find X6 Pro配備一塊6.82吋，解析度3,168 x 1,440，更新率最高120Hz且支援LTPO（最低 1Hz），高達 2,500 尼特的AMOLED曲面面板。

### 相機
OPPO Find X6 Pro搭載了超光影三主鏡，分別為1吋大底5000萬像素廣角鏡頭、自由曲面5000萬像素超廣角鏡頭及超光感5000萬像素潛望長焦鏡頭。OPPO Find X6則是除了主鏡與OPPO Find X6 Pro相同，其他鏡頭的傳感器降級。兩款裝置前置均為3200萬像素單鏡。

## 外部連結
- Find X6：官方网站
- Find X6 Pro：官方网站

| 前任者： OPPO Find X5 | OPPO Find系列機型 OPPO Find X6/X6 Pro 2023年 | 繼任者： |